# ليه ستيفنز
ليه ستيفنز (بالإنجليزية: Les Stevens)‏ (15 أغسطس 1920 في المملكة المتحدة - 1 يناير 1991) هو لاعب كرة قدم بريطاني (وحمل سابقاً جنسية المملكة المتحدة لبريطانيا العظمى وأيرلندا) في مركز الوسط. لعب مع توتنهام هوتسبير وتونبريدج أنغلز وكريستال بالاس ونادي برادفورد بارك أفنيو.